# Menesida rufula
Menesida rufula är en skalbaggsart som beskrevs av Stefan von Breuning 1954. Menesida rufula ingår i släktet Menesida och familjen långhorningar. Inga underarter finns listade i Catalogue of Life.